# بينغورو كامارا
بينغورو كامارا (بالفرنسية: Bingourou Kamara) (21 أكتوبر 1996 في فرنسا - ) هو لاعب كرة قدم فرنسي في مركز حراسة المرمى. شارك مع منتخب فرنسا تحت 19 سنة لكرة القدم ومنتخب فرنسا تحت 20 سنة لكرة القدم ومنتخب فرنسا تحت 21 سنة لكرة القدم. أما مع النوادي، فقد لعب مع نادي تور.

## وصلات خارجية
- بينغورو كامارا على موقع الاتحاد الأوربي (الإنجليزية)
- بينغورو كامارا على موقع رابطة كرة القدم الفرنسية للمحترفين (الإنجليزية)
- بينغورو كامارا على موقع قاعدة بيانات كرة القدم.إي يو (الإنجليزية)
- بينغورو كامارا على موقع Soccerbase.com (لاعب) (الإنجليزية)
- بينغورو كامارا على موقع Soccerway.com (الإنجليزية)